# Enpinanga javanica
Enpinanga javanica är en fjärilsart som beskrevs av Dupont 1941. Enpinanga javanica ingår i släktet Enpinanga och familjen svärmare. Inga underarter finns listade i Catalogue of Life.